# Clive Brook
Clive Brook (London, 1887. június 1. – London, 1974. november 17.) angol származású amerikai színész.

## Életpályája
Az 1910-es években vidéken lépett először színpadra. 1920-tól szerepelt fővárosi színházakban. 1944-ben mint rendező is bemutatkozott.
Szerepei közül kiemelkedik Turai Sándor, a színész Molnár Ferenc Játék a kastélyban című vígjátékában. Hollywoodban a némafilmes korszakban tűnt fel és csakhamar az amerikai és angol kalandos témájú filmek kedvelt, rokonszenves hőse lett.

## Magánélete
1920–1974 között Mildred Evelyn (1898–1989) angol színésznő volt a felesége. Két gyermekük született: Faith Brook (1922–2012) angol színésznő és Lyndon Brook (1926–2004) angol színésznő.

## Filmjei
- Rigoletto (1922)
- Asszony asszonyhoz (Woman to Woman) (1923)
- A fehér árnyék (The White Shadow) (1924)
- A szenvedélyes kaland (The Passionate Adventure) (1924)
- Hét bűnös (Seven Sinners) (1925)
- Három keleti arc (Three Faces East) (1926)
- Alvilág (1927)
- Hula (1927)
- A szöges drót (Barbed Wire) (1927)
- Sárga liliom (Yellow Lily) (1928)
- Elfelejtett arcok (Forgotten Faces) (1928)
- Bájos bűnösök (Charming Sinners) (1929)
- Beavatkozás (Interference) (1929)
- Négy toll (The Four Feathers) (1929)
- Veszélyes asszony (A Dangerous Woman) (1929)
- Mindenki nője (1930)
- Sherlock Holmes (1932)
- A tegnapi férfi (The Man from Yesterday) (1932)
- Június 13-ika éjjele (The Night of June 13) (1932)
- Felvonulás (1933)
- Éjféli klub (Midnight Club) (1933)
- Magányos út (The Lonely Road) (1936)
- ITV Play of the Week (1957–1959)
- Adrian Messenger listája (1963)